# Le stiratrici
Le stiratrici è un dipinto del pittore francese Edgar Degas, realizzato intorno al 1884 e conservato al Museo d'Orsay di Parigi.

## Descrizione

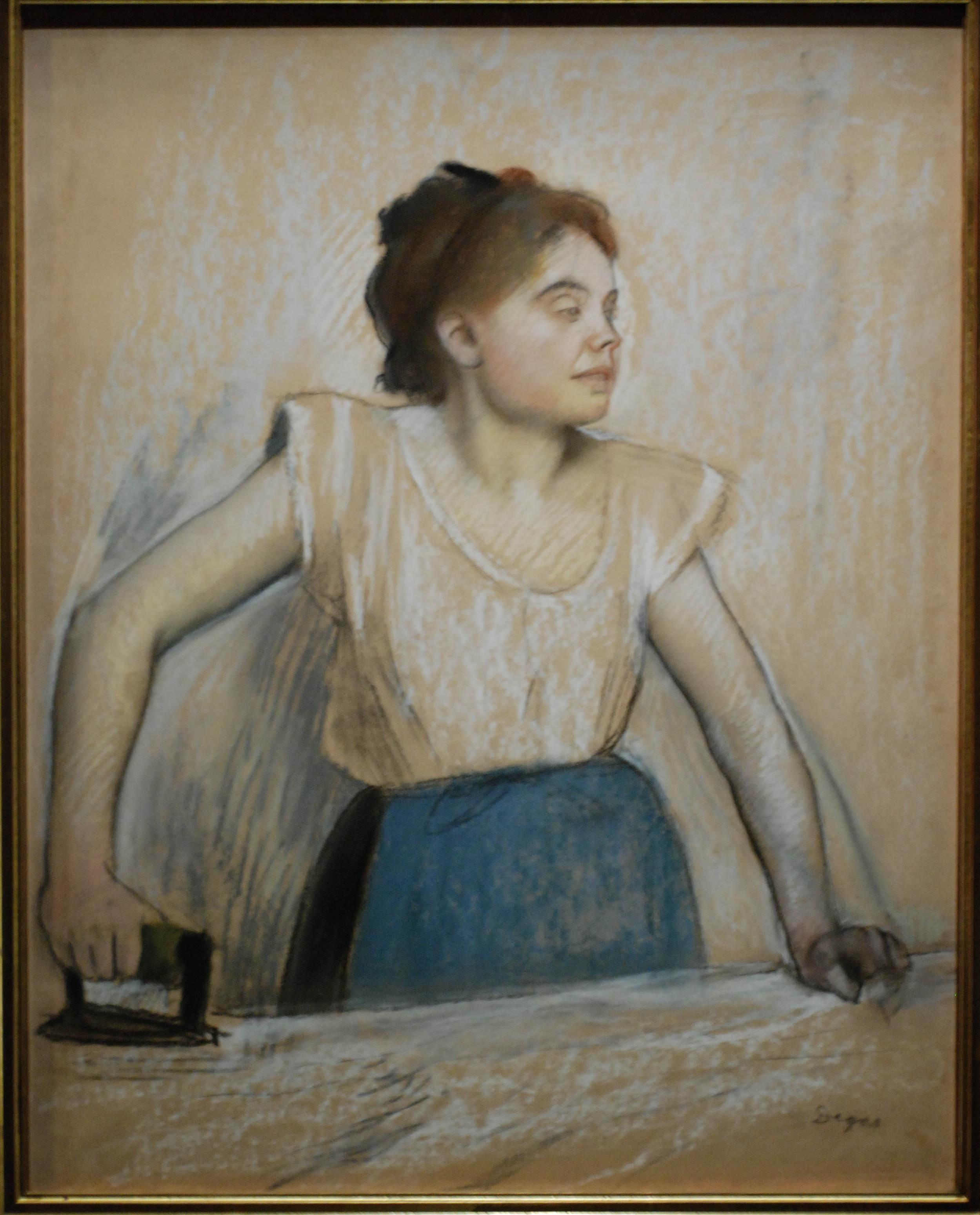
Edgar Degas, La stiratrice (1869), museo d'Orsay, Parigi

Interessato a una registrazione precisa della civilizzazione metropolitana, anche nelle sue zone d’ombra più inquietanti, a partire dagli anni ottanta del XIX secolo Degas sceglie di catturare in maniera casuale quanto offerto dalla città di Parigi, in modo da presentare agli occhi dello spettatore un’analisi recondita di una quotidianità sconosciuta: «Per poter dare buoni frutti bisogna diventare un albero a spalliera. Così si rimane per tutta la vita con le braccia tese, la bocca aperta ad aspettare quello che passa per la strada, quello che ci circonda, per poterlo assorbire e nutrirsene».
Les repasseuses è una delle quattordici opere che Degas dedicò al tema delle stiratrici: l’obiettivo di quelle opere è quello di illustrare il popolo e i massacranti mestieri che compie per guadagnarsi da vivere. Per quanto riguarda quest’opera lo sguardo da voyeur del pittore si intrufola in un’umile lavanderia, dove troviamo due stiratrici. La prima impugna una bottiglia di vino e sbadiglia sonoramente, reclinando il capo e accompagnando il movimento con la mano. La seconda è intenta al lavoro, e ha le braccia tese sul ferro da stiro, che muove sulla biancheria usando tutta la pesantezza del proprio corpo. Altri pochi elementi – una stufa, la biancheria sullo sfondo appesa ad asciugare, una piccola ciotola dell’acqua – completano in maniera efficace l'illustrazione di questo significativo episodio quotidiano.
Curiosa è l’analogia tra Les repasseuses e dipinti analoghi e l'opera letteraria di Émile Zola. Questo era un letterato naturalista, autore di un ampio ciclo di venti romanzi, I Rougon-Macquart. Lo scopo di questa monumentale opera era quello di realizzare un grande affresco sociale della Francia durante il Secondo Impero: nel fare questo Zola non esitò a dare dignità letteraria alle miserie degli umili e dei poveri, dei quali restituì un'immagine scrupolosa e scientifica, priva di idealizzazioni o paternalismi. Les repasseuses, pur essendo una delle testimonianze più alte e sincere del disincantato realismo di Degas, non presenta tuttavia intenti polemici, a differenza di quanto avviene nei romanzi zoliani. Nonostante questa sostanziale divergenza, le stiratrici degassiane presentano forti tangenze con i personaggi che popolano I Rougon-Macquart, del quale Les repasseuses si può quasi considerare un pendant pittorico.